# Aéroport Amos/Magny
L'aéroport Amos/Magny est un aéroport situé au Québec, au Canada. Bien qu’il appartient et soit opéré par la ville d’Amos, il n’est pas situé sur le territoire de cette ville. En effet, l’aéroport a la particularité de chevaucher deux municipalités voisines soit Sainte-Gertrude-Manneville où sont situés la plupart des infrastructures et Trécesson où se trouve une partie de la piste.